# Лансьєго

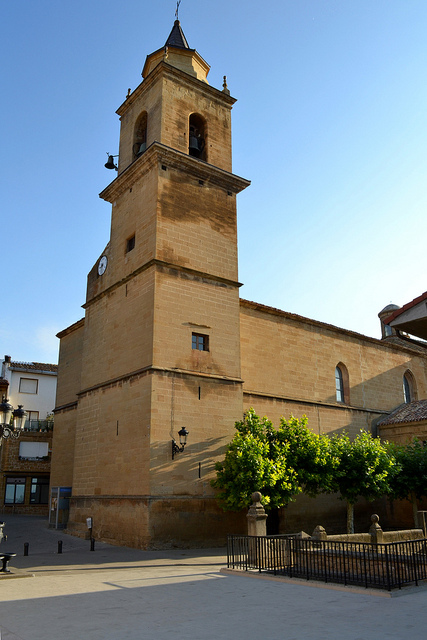

Лансьєго, Ланцієго (ісп. Lanciego, баск. Lantziego) — муніципалітет в Іспанії, у складі автономної спільноти Країна Басків, у провінції Алава. Населення — 677 осіб (2009).
Муніципалітет розташований на відстані близько 260 км на північ від Мадрида, 33 км на південь від Віторії.
На території муніципалітету розташовані такі населені пункти: Асса, Лансьєго/Ланцієго (адміністративний центр), Віньяспре/Біастері.

## Демографія
Динаміка населення (INE ):

## Галерея зображень

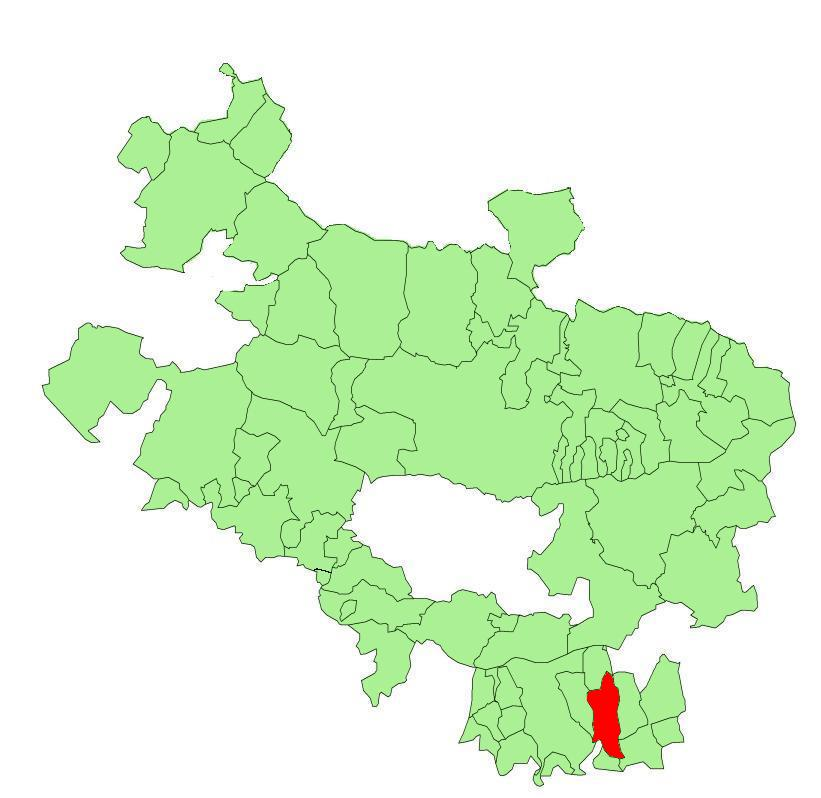
Розташування муніципалітету